# Bob Maaskant
Bob Maaskant (Rotterdam, 15 maart 1938) is een Nederlands voormalig voetbalcoach.

## Biografie
Maaskant werd geboren in Rotterdam, als zoon van voetbaltrainer Gerrit Maaskant. Hij speelde in de jeugd van Overmaas Rotterdam en RVV DHZ voor hij op 18-jarige leeftijd Nederland verliet voor de Verenigde Staten. Daar voetbalde hij bij de Swedish Football Club in Brooklyn, dat vlak bij zijn woning in New York speelde. Ondanks zijn status als emigrant werd Maaskant gewoon opgeroepen voor militaire dienst in het Amerikaanse leger, die hij vervulde in Duitsland. Hij kwam tevens te spelen in het Amerikaans militair elftal. Na zijn militaire dienstplicht besloot Maaskant terug te keren naar Nederland. Teruggekomen in Rotterdam volgde hij een cursus sportmassage en daarna de Academie voor Lichamelijke Opvoeding in Den Haag.
In 1964 werd Maaskant, via een connectie van zijn vader, verzorger bij SBV Excelsior. In 1966 werd hij door Bob Janse, die trainer was van het Rotterdamse Xerxes, gevraagd verzorger en assistent-trainer te worden bij NAC Breda, dat hem had gecontracteerd. In de zomer van 1970 stapte Maaskant over naar het Scheveningse Holland Sport, waar hij wederom assistent-trainer werd. In 1971 verruilde hij Holland Sport voor tweedeklasser SV Slikkerveer, waar hij, na een positieve referentie van Theo Laseroms, de kans kreeg hoofdtrainer te worden. In juni 1972 behaalde hij zijn diploma Coach Betaald Voetbal. In de zomer van 1973 werd hij aangesteld als trainer van het Schiedamse SVV, waar hij de populaire Rinus Gosens opvolgde. In 1975 keerde hij terug naar NAC Breda. Daar was hij verantwoordelijk voor de invoering van het begrip Het avondje NAC, nadat een lichtinstallatie avondwedstrijden in het NAC-stadion mogelijk maakte.
In 1977 werd hij door Wiel Coerver gevraagd om fulltime manager te worden bij Go Ahead Eagles. Door ziekte werd hij echter alweer snel assistent-trainer. In 1980 ontsloeg hij trainer Joop Brand en nam vervolgens zelf tijdelijk de trainerstaken op zich. Hij stelde als vervanger Spitz Kohn aan. In maart 1983 besloot de club dat zij zich geen hoofdtrainer en technisch manager konden veroorloven en maakte Kohn plaats voor Maaskant, die hiermee een dubbelfunctie in de club kreeg. Een maand later liet de club Henk Wullems overkomen van SBV Vitesse, waarop Maaskant, wiens contract niet werd verlengd, zijn werk kon afbouwen. Het ontslag draaide uiteindelijk uit op een rechtszaak. Na zijn ontslag behaalde hij zijn officiële FIFA-licentie als wedstrijdmakelaar. Hierna keerde Maaskant terug naar NAC Breda, waar hij als onbezoldigd manager aan de slag ging. Met ingang van het seizoen 1984-1985 werd hij aangesteld als hoofdtrainer bij de club, waar hij een driejarig contract tekende. Hij maakte zijn contract echter niet vol. Gedurende deze periode kreeg Maaskant steeds meer last van zijn knieën. In april 1986 moest hij per direct zijn trainerstaken neerleggen. Hij maakte het seizoen af als manager en verliet daarna de club.
Maaskant bleef actief in de voetbalwereld. In 1987 ging hij voor de Stichting Arbeidszaken Betaald Voetbal (SABV) werken. Hij was zaakwaarnemer van onder andere Henk ten Cate. In november 1993 richtte hij met Henk van Ginkel en Ton van Dalen het bureau World Soccer op. In 1996 maakte hij voor 4 wedstrijden zijn rentree als trainer van Go Ahead Eagles, waar hij de ontslagen Ab Fafié verving. Hij moest de club behouden voor de Eredivisie, maar faalde. De ploeg eindigde op de laatste plaats en degradeerde direct.
Bob Maaskant is de vader van oud-voetballer en voetbaltrainer Robert Maaskant, die evenals zijn vader trainer was bij zowel NAC Breda als Go Ahead Eagles.